# Hipócrates el Mayor
Hipócrates el Mayor fue un ateniense emparentado con otros atenienses famosos.
Hipócrates era hermano de Clístenes, los cuales eran hijos de Megacles y de Agarista de Sición, hija del tirano Clístenes de Sición.
Su hija Agarista  se casó con Jantipo, hijo de Arifrón, y fue la madre de Pericles. Otro hijo de Jantipo fue Arifrón, pero los textos antiguos no proporcionan el nombre de su madre.
Hipócrates también tuvo otro hijo llamado Megacles.